# Lanový skluz

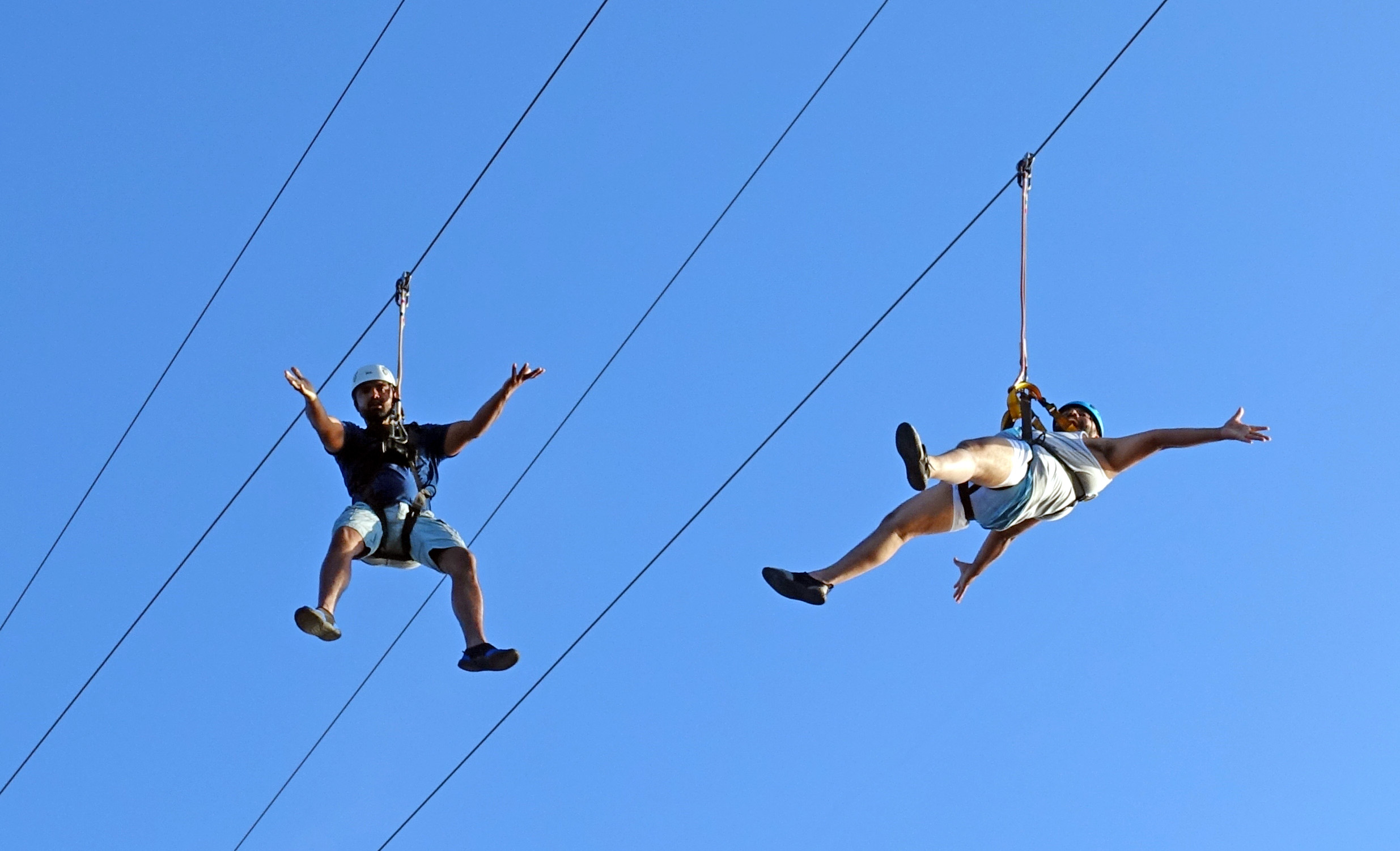
Skluz PierZip v Bournemouthu

Lanový skluz (anglicky zip-line, německy die Seilrutsche, španělsky tirolina) je zařízení skládající se z kladky, která se pohybuje obvykle po ocelovém laně, které je instalováno ve volném terénu v určitém sklonu.
Umožňuje tak jednosměrnou přepravu zboží nebo osob z vyššího bodu do nižšího (k přepravě je využito gravitační síly – zemské přitažlivosti). K zastavení přepravovaného objektu se používá různých metod, zejména podle délky samotného skluzu a převýšení: např. speciálního mechanismu pružin umístěných na konci skluzu nebo toho, že místo určené k zastavení je tam, kde lano před svým koncem poklesne a objekt se zastaví přirozenou cestou. Osoby – profesionálové pak k zastavení mohou použít speciální rukavice.

## Historie
Není známo přesné datum, kdy byl sestrojen první lanový skluz. První zmínky o použití skluzu k dopravě pocházejí z horských oblastí, jakými jsou Alpy nebo Himálaj. Významného užití se skluz dočkal také v Austrálii, kde byl použit tamní armádou k dodávkám jídla, pošty a munice během válečných konfliktů.
Později se skluz stal zejména prostředkem využívaným odborníky, kteří zkoumali lesy a potřebovali se při pozorování dostat nad úroveň korun stromů. Právě tito odborníci, často nevědomky, otevřeli cestu k využití širokou veřejností a to ve formě volnočasové atrakce.
V současné době jsou často různými organizacemi pořádány organizované cesty právě po různých skluzech, převážně umístěných v přírodním prostředí. V USA bylo v roce 2015 podle průzkumů asi 150 takových skluzů.

## Využití jako atrakce
Skluz se přibližně od 70. let 20. století používá téměř výhradně jako volnočasová atrakce. Pro původní průzkumné účely se již dnes využívají jiné, vhodnější prostředky (pozorování z vrtulníku, ale nově také drony). Mnoho krátkých a jednoduchých skluzů je také součástí dětských hřišť jako jedna z atrakcí.
V roce 1992 byl skluz využit pro pořízení záběrů do filmu Šaman.
Podle webu Zip Line Rider je nejdelším skluzem Volo dell' angelo Zipline s délkou 2213 metrů v Rocca Massima v Itálii.

### Skluzy v Česku
| Umístění            | Uvedení do provozu | Délka     | Poznámky                                                        |
| ------------------- | ------------------ | --------- | --------------------------------------------------------------- |
| Harrachov           | 1.7.2007           | 117 metrů | MonkeyPark Harrachov                                            |
| Bouzov              | červenec 2014      | 137 metrů | Relax Park Bouzov                                               |
| Hluboká nad Vltavou | 2009               | 220 metrů | Big Flying Stork, Sportovně relaxační areál Hluboká nad Vltavou |

### Skluzy ve světě
| Umístění                        | Uvedení do provozu | Délka      | Poznámky                                                   |
| ------------------------------- | ------------------ | ---------- | ---------------------------------------------------------- |
| Rocca Massima, Itálie           |                    | 2213 metrů | nejdelší skluz na světě                                    |
| Cusco, Peru                     |                    | 2130 metrů |                                                            |
| Cusco, Peru                     |                    | 2130 metrů |                                                            |
| Sarankot, Nepál                 | ???                | 1800 metrů |                                                            |
| 'La bestia', Portoriko          | 2012               | 1500 metrů |                                                            |
| Sanlúcar de Guadiana, Španělsko | 2013               | 720 metrů  | první mezinárodní Zip line dráha (Španělsko – Portugalsko) |